# Дороцьке
Дороцьке (рум. Doroţcaia) — село в Дубесарському районі Молдови. Утворює окрему комуну.
Село розташоване на лівому березі Дністра. В 1992 році було місцем боїв під час Придністровського конфлікту. Зараз село контролюється офіційною молдовською владою.
Румунськомовна школа в Григоріополі була заборонена придністровською владою, яка контролює це місто, тому в 2002 році була перенесена до села.

## Населення
Згідно з Переписом населення Молдови 2004 року, село нараховувало 3206 жителів. 3160 з них є корінними молдованами, 39 — етнічні меншини, національність 7 жителів не вказана.

## Політичні проблеми
Через східну околицю села проходить стратегічне шосе Тирасполь — Рибниця і придністровська влада хоче контролювати трасу. 85 % земель, що належать фермерам села, знаходяться по іншу сторону дороги. З 2003 року придністровські органи намагаються перешкоджати фермерам дістатись до угідь. Це спричинює ескалацію конфлікту між молдовськими фермерами та придністровськими правоохоронцями. Була сформована місія ОБСЄ для вирішення питання доступу фермерів до їх земельних ділянок.

## Відомі люди
- Йон Сапдару — актор.